# Kalvinizem
Kalvinizem je veja oz. smer protestantskega krščanstva, ki izhaja iz časa reformacije. V sodobnem času ga večinoma predstavljajo celinske reformirane, prezbiterijanske in kongregacijske tradicije ter deli anglikanske (episkopalne) in baptistične tradicije. Kalvinizem poudarja avtoriteto Svetega pisma, suverenost Boga ter zavezno teologijo - okvir za razumevanje Svetega pisma, ki temelji na Božjih zavezah z ljudmi. Kalvinistične cerkve poudarjajo preprostost bogoslužja in izvajajo več oblik cerkvene ureditve, vključno s prezbiterijansko, kongregacijsko in nekaterimi episkopalnimi. 
Kalvinizem se pogovorno pogosto enači z reformiranim krščanstvom, čeprav je kalvinizem zgolj ena izmed treh sestavnih točk reformiranega krščanstva (te so priznavanje ene od reformiranih veroizpovedi, zavezna teologija ter kalvinizem). 

### Prva generacija
Ime kalvinizem je gibanje sicer dobilo po francoskem protestantskem reformatorju Jeanu Calvinu, ki je deloval v Ženevi, ni pa bil Calvin prvi pobudnik nauka. Ta je svojo obliko začeli dobivati že z reformacijo v Švici, ko je Huldrych Zwingli leta 1519 začel pridigati v Zürichu, kmalu pa so mu sledili mnogi drugi teologi prve generacije kalvinistov, kot so Martin Bucer, Wolfgang Capito, John Oecolampadius in Guillaume Farel. Nanje sta v veliki meri vplivala tudi Martin Luther in njegov naslednik Philipp Melanchton. S Svetim pismom kot avtoriteto so zagovarjali brezpogojno izvoljenost oz. predestinacijo, zanikali transsubstanciacijo in zagovarjali Kristusovo duhovno -ne telesno - navzočnost v zakramentu Gospodove večerje.

### Druga generacija
Jean Calvin je predstavnik druge generacije pobudnikov kalvinizma, čeprav ta danes nosi njegovo ime. Bil je verjetno najvplivnejši reformatorski teolog svojega časa, njegov vpliv pa je bil dolgotrajen. Njegovo delo Inštituti krščanske vere je še danes zelo razširjeno in po mnenju nekaterih najpomembnejše teološko delo tistega časa.
Kalvinizem se je razširil tudi na Nizozemsko in v Francijo. Francoske kalviniste imenujemo hugenoti.

## Doktrine milosti kalvinizma
»Doktrine milosti« so soteriološke doktrine (doktrine o odrešitvi), ki so jih protestantski reformatorji v 16. stoletju prevzeli od Avguština iz Hipona (13.11.354–28.8.430) in drugih zgodnjih cerkvenih očetov. Izhajajo neposredno iz Svetega pisma in so povzetek svetopisemskega učenja o soteriologiji (doktrini o odrešitvi). 
Oblikovale so se na Dortski sinodi, ki je potekala v mestu Dordrecht na Nizozemskem med letoma 1618 in 1619. Sinodo je sklicala nizozemska reformirana cerkev predvsem zato, da bi obravnavala teološke spore med privrženci Calvina (kalvinisti) in privrženci Jacobusa Arminiusa (arminijanci oz. remonstranti). Pet točk kalvinizma oz. doktrine milosti so bile pravzaprav odgovor na pet točk nauka Jacobusa Arminiusa, t.i. Pet točk remonstrance. 

### Prva točka: Popolna izprijenost (vsesplošno predirljivo zlo)
Greh, ki ga je v vrtu zagrešil praoče človeštva, Adam, je povzročil, da so vsi ljudje zasužnjeni grehu, v sebi duhovno mrtvi in nezmožni delati popolnoma dobro (Pismo Efežanom 2,1-5). To seveda ne pomeni, da so vsi ljudje tako slabi, kot bi lahko bili, niso pa zmožni sami sebe rešiti iz suženjstva greha s tem, da delajo dobro, kolikor je v njihovi moči. Nihče ne dosega Božjega standarda dobrote - nihče ni tako dober, kot bi moral biti.

### Druga točka: Brezpogojna izvoljenost (Božja pobuda)
Človek se zaradi svoje padle narave ni niti voljan niti zmožen sam odločiti za Boga oz. se odzvati na Božji klic k odrešenju. Ker je mrtev v grehu, potrebuje zunanjo silo, ki ga bo obudila v duhovno življenje in mu dala voljo in zmožnost, da se naklonjeno obrne k Bogu za odrešenje. Bog si je te ljudi iz vseh ljudstev, jezikov in rodov (in časov) (Razodetje 5,9) izvolil v začetku (Pismo Efežanom 1,4–6) po svoji suvereni volji. To je brezpogojna izvolitev; nihče ni izvoljen za Božje odrešenje zaradi svojih lastnosti, odločitev, potencialov ali zmožnosti, ampak izključno po suvereni Božji volji, ljubezni in dobrohotnosti. (Rimljanom 9,14-27).

### Tretja točka: Omejena sprava (določena odkupitev)
Kristus ni umrl za grehe vseh ljudi na ta način, da jih je naredil potencialno odrešljive. S svojo smrtjo je enkrat in za vselej zagotovil odrešenje za vse svoje izvoljene ljudi (Pismo Efežanom 1,4–6; Evangelij po Janezu 17,9). Kalvinizem ne uči, da je Kristus umrl za vse ljudi, ne glede na njihov odziv (univerzalizem), niti tega, da je Kristus sicer umrl za vse ljudi, ampak da se njegova smrt kakor kupon, ki ga je potrebno unovčiti, "šteje" v odrešenje tistim, ki si ga želijo. Kristus je s svojo smrtjo namensko in dejansko plačal ceno za vse svoje izvoljene ljudi - vsi, ki jih je Bog izvolil in za katere je Kristus umrl, bodo odrešeni (Evangelij po Janezu 6,37–44).

### Četrta točka: Milost, ki se ji ne da upreti (učinkovita milost)
Tistim ljudem, ki jih Bog v ljubezni milostno pritegne k sebi, Bog tudi spremeni srce in jim da željo in voljo po spreobrnjenju. Bog je tisti, ki z milostjo pritegne grešnika k sebi in mu namesto kamnitega srca da meseno, živo srce (Ezekiel 36,26). Človekovo hotenje je spričo te močne milosti spremenjeno; posvečeno; Bog ga ne vleče k sebi proti njegovi volji, ampak je človekova volja prosta greha in si želi Boga. Bog človeku nakloni novo rojstvo (regeneracija), novorojeni človek pa se odzove s spreobrnjenjem in odrešujočo vero. 

### Peta točka: Stanovitnost svetih (Bog obdrži svoje svete)
Tisti, ki jih je Bog izvolil za odrešenje, bodo s pomočjo Svetega Duha ostali v veri do konca in odrešenja ne morejo "izgubiti", saj ni odvisno od njih, ampak od tistega, ki odrešenje daje in ohranja - Kristusa. Tisti, ki jih je Kristus odkupil za svojo dragoceno last, bodo ostali njegova last, saj on svojih ne izgubi (Evangelij po Janezu 10,27–29; Pismo Rimljanom 8,29–30). Resnično novorojenim vernikom je enkrat za vselej dan Sveti Duh, ki prebiva v njih kot poroštvo - garancija - odrešenja (Pismo Efežanom 1,13-14). Kristus sam varuje svojo čredo (Pismo Rimljanom 8,34; Pismo Hebrejcem 7,25).